# Ptychohyla zophodes
Ptychohyla zophodes es una especie de anfibio anuro de la familia Hylidae.

## Distribución geográfica
Esta especie es endémica del norte de Oaxaca, México. Habita entre los 400 y 1500 m de altitud en las montañas Juárez, Mazateca y Mixe.

## Publicación original
- Campbell & Duellman, 2000 : New species of stream-breeding hylid frogs from the northern versant of the highlands of Oaxaca, Mexico. Scientific Papers of the Natural History Museum of the University of Kansas, vol. 16, p. 1-28.[5]